# 坂本奈緒子
坂本 奈緒子（さかもと なおこ、1975年7月21日 - ）は、日本の女性タレント、元キックボクサー、総合格闘家、プロボクサー。東京都中野区出身。

## 来歴・人物
モデル・タレントおよび「PP-7」の名でキャットファイターとして活動、CS放送・FIGHTING TV サムライの「生でGONG×2」で「生GONギャル」として出演していたが、番組内の企画で格闘家の道へ。U.W.F.スネークピットジャパンで練習を積み、2003年2月23日のR.I.S.E.旗揚げ興行第1試合でプロキックボクシングデビュー、TKO勝ちを飾る。
当初はフリーだったが、川畑千秋、石山絵理とともにRed Devil KIS'sを結成（「KIS」は川畑・石山・坂本の頭文字）。特攻服姿で入場していた。キックボクシング、総合格闘技、ボクシングと幅広い活動を見せた。しかし、2004年限りでRed Devil KIS'sが解散してからは、選手活動は行っていない。
大のプロレスリング・ノアファンである。

## 戦績

### 総合格闘技
| 総合格闘技 戦績 | 総合格闘技 戦績 | 総合格闘技 戦績 | 総合格闘技 戦績 | 総合格闘技 戦績 | 総合格闘技 戦績 | 総合格闘技 戦績 |
| --------------- | --------------- | --------------- | --------------- | --------------- | --------------- | --------------- |
| 4 試合          | (T)KO           | 一本            | 判定            | その他          | 引き分け        | 無効試合        |
| 1 勝            | 0               | 1               | 0               | 0               | 0               | 0               |
| 3 敗            | 0               | 2               | 1               | 0               | 0               | 0               |

| 勝敗 | 対戦相手   | 試合結果                 | 大会名                                                                                | 開催年月日     |
| ×    | 705        | 5分2R終了 判定0-3        | SMACKGIRL 〜Next Cinderella Tournament & SG-F6〜 【Next Cinderella Tournament 1回戦】 | 2004年2月1日   |
| ×    | 吉住絹代   | 2R 1:38 腕ひしぎ十字固め | SMACKGIRL Third Season-VII 【JAPAN CUP 2003 ライト級 1回戦】                          | 2003年11月10日 |
| ○    | Eika       | 2R 0:22 腕ひしぎ十字固め | SMACKGIRL Third Season-V                                                              | 2003年7月6日   |
| ×    | 藪下めぐみ | 1R 0:23 腕ひしぎ十字固め | SMACKGIRL Third Season-IV                                                             | 2003年6月4日   |

### キックボクシング
| 勝敗 | 対戦相手     | 試合結果                           | 大会名                                                             | 開催年月日    |
| ○    | 横田志保     | 2分3R終了 判定3-0                  | 全日本キックボクシング連盟 "GIRLS STANDING FIGHT - Girls SHOCK II" | 2003年9月7日  |
| ○    | ウルフかおり | 2R終了時 TKO（レフェリーストップ） | R.I.S.E. "REAL IMPACT SPORTS ENTERTAINMENT"                        | 2003年2月23日 |

### ボクシング
| 勝敗 | 対戦相手   | 試合結果                                    | 大会名                          | 開催年月日    |
| ×    | 西田久美子 | 2R 1:13 TKO（2ノックダウン）                | JWBC "Fighting Angel 2004 pt.4" | 2004年7月18日 |
| ×    | 渡辺まりか | 2分4R終了 判定0-3                           | JWBC "Fighting Angel 2004 pt.3" | 2004年5月23日 |
| －   | 新井彩菜真 | 1R終了時 無効試合（バッティングによる負傷） | JWBC "Fighting Angel 2004 pt.1" | 2004年2月22日 |